# Tiberøen
41°53′12″N 12°28′59″Ø / 41.88667°N 12.48306°Ø
Tiberøen (italiensk Isola Tiberina, latin: Insula Tiberina) er en af de to øer i Tiberen, som løber igennem Rom; den anden og meget større ø hedder Isola Sacra og findes nær flodmundingen ved Ostia. Tiberøen ligger i den sydlige bugtning af Tiberen, centralt i Rom.
Øen er bådformet, omkring 270 m lang og 67 bred, og har været forbundet med fastlandet med broer på begge sider af floden siden antikken. I oldtiden har der ligget et tempel viet til Æskulap, og senere har der været et hospital på øen, som derfor forbindes med medicin og helbredelse.

## Øens ældste historie
Antikkens romere troede, at Tiberøen var blevet dannet af tarquinernes kornlagre, som romerne smed i floden efter at have fordrevet tarquinerne.  I år 291 f.Kr. udbrød en stor pest i Rom, og efter at have konsulteret de sibyllinske bøger, besluttede senatet at sende en delegation af præster og læger til Epidauros i Grækenland for at hente en statue af guden Æskulap. Da skibet med statuen sejlede op ad Tiberen, gled en stor slange ned fra skibet og svømmede i land. Overbevist om at det måtte dreje sig om en reinkarnation af guden, rejste romerne et tempel for ham på øen. Ved den samme lejlighed skar de øen til, så den fik form af et skib, til minde om fartøjet, der fragtede Æskulaps slange til Rom. Midt på øen rejstes en obelisk, der skulle forestille stormasten. Templet var meget stort og udstyret med søjlegange, hvor de syge kunne overnatte i håb om at guden ville vise sig for dem i en drøm og foreskrive dem en kur mod deres plager. Der var flere templer på Tiberøen, og dertil en statue af den guddommeliggjorte Julius Cæsar, der sagdes at have være vendt mod vest, men - i løbet af kejser Vespasians regeringstid - have drejet sig mod øst.  Templet blev kendt viden om, og syge kom fra udlandet for at spørge lægerne til råds, og drikke af det undergørende vand, der endnu kommer op i en brønd i kirken San Bartolomeo. I lighed med modertemplet i Epidauros blev det romerske Æskulap-tempel kendt for sine drømmekure, muligvis fremkaldt ved opium eller hypnose. Slangerne var tildelt en bestemt rolle i kuren, og trænet til at spille med tungen over det syge sted. Hunde blev ligeledes viet til Æskulap og dresseret til at slikke det syge sted. 
Under den romerske republiks tidlige år blev Rom belejret af den etruskiske konge Lars Porsena. Hans lejr lå på Tiberens vestbred. Da den unge romer Gaius Mucius blev taget til fange under et attentatforsøg mod kong Porsena, og truet med tortur, hvis han ikke afslørede sine medsammensvorne, stak Mucius blot sin højre hånd ind i ilden for at vise, at han var ligeglad med smerte. Den chokerede Porsena satte ham fri som belønning for hans mod, men af frygt for flere attentater indgik etruskerkongen en aftale med Rom: Belejringen skulle afbrydes, men romerne skulle til gengæld udlevere unge kvinder og mænd som gidsler. Senatet belønnede Mucius yderligere med en grund ved Tiberen, som senere blev heddende Mucia Prata (= Mucius' enge). Ligeledes fik han og slægten efter ham tilnavnet Scaevola, der betyder venstrehåndet. Et af de kvindelige gidsler hed Cloelia. Hun narrede sine etruskiske vogtere, og fik flere piger med ned til flodbredden, hvorfra de svømmede over Tiberen i en sværm af spydkast. Pigerne nåede dog velbeholdne over til østbredden, og den vrede etruskerkonge sendte et følge til Rom for at få Cloelia udleveret - de andre piger lod han blive. Senere kom han på andre tanker, og mente, at hendes bedrift var større end Mucius' og Horatius'. Alligevel måtte han forlange hende udleveret, ellers var aftalen brudt; men derefter skulle romerne straks få hende hjem. Romerne sendte så pigen tilbage til etruskerne, hvor kong Porsenna roste hende og lod hende vælge de gidsler ud, hun ville have med hjem. Hun sagdes at have valgt drengene, med tanke på, at de løb størst risiko for at blive skadet af fjenden. Cloelia og hendes mod blev mindet af romerne ved en rytterstatue - en pige på en hest - placeret ved begyndelsen af den hellige vej over Forum Romanum.
Suetonius fortæller, at kejser Claudius forbød praksissen hvorved en slaveejer, efter at have efterladt en syg slave for at dø i Asklepios' tempel på Tiberøen, kunne fordre slaven tilbage, hvis slaven genvandt sit helbred.

## Verdens ældste sygehus
I dag rummer den lille ø stadig et sygehus, der bærer navnet Ospedale Fatebenefratelli (= Hospitalet Gør-godt-brødre), og regner sig som verdens ældste sygehus. Øen fik første gang rindende vand i 1588. Først fik beboerne vandafgiften halveret, men året efter besluttede byrådet, at da det meste af vandet gik til pleje af patienterne, skulle de fattige munke få vandet afgiftsfrit.  I sygehusets kælder er der ruiner af flere templer. Det ene fra år 194 er viet Jupiter, og lige ved ligger templerne for Fauno og Fauna. Fauno skal have været konge i Latium, og med sin kone Fauna fik han dæmonbørn, der lignede geder. Der var også et alter til sabinernes gud Semo-Sancus, med inskriptioner, der fik de tidlige kristne til at tro, at det drejede sig om den omvendte samaritaner Simon Magus. 
Rahere, der var hofnar hos Henrik 1. af England, kom til Rom i 1120 og blev smittet af malaria, da han besøgte klostret Tre Fontane. Han blev bragt til Tiberøens sygehus, hvor han kom sig, og berettede om et syn han havde haft af et kolossalt, bevinget dyr, der havde taget ham med og vist ham et glimt af helvede. Apostlen Skt. Bartholomæus havde frelst ham fra dyret, og formanet ham om at stifte et sygehus, når han kom hjem til London. Pengene skulle nok komme.  Hjemme i London gik Rahere ind i Augustinerordenen, og med kong Henrik 1.s hjælp stiftede han St. Bartholomew-sygehuset i Smithfield i 1123 for at yde gratis medicinsk hjælp til Londons fattige.  Rahere ligger begravet i den tilstødende kirke. 

## San Bartolomeo
Kirken San Bartolomeo  er rejst over Æskulaps kilde, 80 meter under jorden, og foran alteret står der en stenvase med vand derfra. Kirken blev bygget i 999 af den tyske kejser Otto 3. til minde om hans ven biskop Adalbert af Prag (født 956), der havde forladt sit bispesæde for at blive benediktinermunk i Italien. Han blev dræbt og parteret og kanoniseret det følgende år.  I kirken opbevares en del af hans legeme. Der er også relikvier efter San Bartolomeo, , der siges at have været Jesu discipel Natanael, som også led døden på korset, og det er denne Bartolomeo, kirken har navn efter.

## Tilflugtssted
Øens middelaldertårn var en del af Pierleoni-fæstningen i 1000-tallet, men kaldes i dag Torre della Contessa (= Grevindens tårn), efter Matilda af Canossa,  som boede der i 1087. Pave Urban 2. søgte tilflugt i tårnet for modpaven Clemens 3., og så godt befæstet var Pierleoni-familien, at Tiberøen modstod alle angreb. Senere overgik øen, tårnet og fæstningen til familien Caetani, som boede der frem til det tidlige 1500-tal. 

## Broerne
Ponte Cestio forbinder øen med Tiberens vestlige bred,  mens Ponte Fabricio - Roms ældste eksisterende bro, også kaldt Ponte dei Quattro Capi (= De fire hoveders bro, efter udsmykningen, der består af to Janus-statuer, hver med to hoveder ) - forbinder øen med det centrale Rom. 
På Ponte Fabricio, rejst i 62 f.Kr, læses en indskrift på latin til minde om bygherren: L . FABRICIVS . C . F . CVR . VIAR | FACIVNDVM . COERAVIT | IDEMQVE | PROBAVIT (= Lucius Fabricius, søn af Gaius, overingeniør for vejene, sørgede for og gav også tilladelse til, at den blev bygget). Sætningen står fire steder, på hver af buerne på begge sider af broen. Man kan også læse, at EIDEMQUE PROBAVIT (= Han testede den selv).  En senere indskrift, med mindre bogstaver, beretter at broen blev renoveret under pave Innocens 11., sandsynligvis i 1679.
Ponte Cestio blev rejst i 46 f.Kr af consul Lucius Cestius, som den er opkaldt efter. I 370 blev den genrejst af kejserne Valens, Valentinian 1. og hans søn Gratian. Broen blev derfor ofte omtalt som Ponte Graziano. En stor indskrift hyller de tre kejsere og deres sejre over germanere, alemannere, frankere og gotere; listen i sig selv indikerer de voksende problemer, det romerske kejserdømme mødte ved nordgrænsen. Indskriften er i dag knapt læselig. Ved siden af beskriver en mindre, klodset udført indskrift en renovering i 1192, udført af senator Benedetto Carushomo: BENEDICTUS ALME/URBIS SUMME SENATO/R RESTAURAVIT HUN/C PONTEM FERE DIRU/TUM (= Benedetto, den store senator fra den berømte by, renoverede denne bro som forfaldt). En "senator" var et medlem af Roms byråd, og Carushomo sad kun ved magten i to år, før han blev styrtet.

Før Ponte Cestio lå der, lidt længere nede ad floden, en træbro kaldt Pons Sublicius. Ifølge traditionen lod kong Ancus Marcius den rejse omkring 642 f.Kr. som et bindeled til den nyligt befæstede Janiculum-højde på Tiberens vestbred.  I ides (= dagen midt i måneden) i maj deltog Roms ypperstepræster og vestalinder, samt byens praetor, i en optog, der afsluttedes på broen, hvor 27 sivdukker blev smidt ud i Tiberen. 
Pons Sublicius blev forsvaret af "de udødelige tre" (Horatius Cocles, Herminius og Spurius Lartius). Byporten i den serviske bymur omkring Rom ud for Pons Sublicius hed Den Naeviske Port. Vestbredden (hvor bydelen Trastevere nu ligger) var den gang etruskernes bred. Muligvis benyttede man ikke metal i broens struktur, simpelthen for hurtigt at kunne demontere den, hvis etruskerne igen blev truende. Pons Sublicius sorterede direkte under Pontifikalkollegiet, og dens bevaring var af religiøs betydning. Kom den til skade ved oversvømmelse i Tiberen, blev det anset som et omen. Den blev derfor vedligeholdt, og stod frem til 400-tallet. Pons Sublicius er afbildet på en mønt udstedt af Antoninus Pius, og viser det andet slag på den naeviske eng (som lå i Tiberens krumning mellem Janiculum-højden og Pons Sublicius) mellem romere og etruskere, med Horatius svømmende i floden,  til minde om hans heltegerning, da han - først sammen med sine to kammerater og til sidst alene - forsvarede Pons Sublicius mod hele den etruskiske hær under Lars Porsena, konge af Clusium - så romerne fik tid til at rive broen ned. Dernæst kastede han sig i Tiberen for at svømme til østbredden. Myterne kan ikke enes om, hvorvidt Horatius kom trygt i land eller druknede i floden. Baggrund for historien kan være en gammel statue af en forkrøblet, enøjet mand (cocles = enøjet) i Vulkans tempel lige ved, som de gamle romere mente, var en afbildning af den sårede Horatius. 